# Caridina brevispina
Caridina brevispina е вид десетоного от семейство Atyidae.

## Разпространение
Видът е разпространен в Китай (Гуейджоу).